# Olympische Sommerspiele 1928/Teilnehmer (Niederlande)
| Gelbes Symbol für Goldmedaillen mit stilisierten Olympischen Ringen | Graues Symbol für Silbermedaillen mit stilisierten Olympischen Ringen | Braundes Symbol für Bronzemedaillen mit stilisierten Olympischen Ringen |
| ------------------------------------------------------------------- | --------------------------------------------------------------------- | ----------------------------------------------------------------------- |
| 6                                                                   | 9                                                                     | 4                                                                       |

Die Niederlande waren Gastgeber der Olympischen Sommerspiele 1928. Sie nahmen mit einer Delegation von 214 Sportlern (179 Männer und 35 Frauen) teil.

## Medaillengewinner

### Gold
| Name(n) | Sportart  | Wettkampf                    |
| --- | --------- | ---------------------------- |
| Bep van Klaveren | Boxen     | Federgewicht                 |
| Daan van Dijk & Bernard Leene | Radsport  | Tandem                       |
| Charles Pahud de Mortanges | Reiten    | Vielseitigkeit, Einzel       |
| Charles Pahud de Mortanges, Gerard de Kruijff & Adolf van der Voort van Zijp | Reiten    | Vielseitigkeit, Mannschaft   |
| Marie Braun | Schwimmen | Frauen, 100 Meter Rücken     |
| Estella Agsteribbe, Jacomina van den Berg, Alida van den Bos, Elka de Levie, Helena Nordheim, Anna Polak, Petronella van Randwijk, Hendrika van Rumt, Jacoba Stelma, Anna van der Vegt | Turnen    | Frauen, Mannschaftsmehrkampf |

### Silber
| Name(n) | Sportart       | Wettkampf                        |
| --- | -------------- | -------------------------------- |
| Adriaan Katte, Ab Tresling, Jan Ankerman, Rein de Waal, Jan Brand, Emile Duson, Gerrit Jannink, Paul van de Rovaart, Haas Visser ’t Hooft, Robert van der Veen & August Kop | Hockey         | Herrenturnier                    |
| Lien Gisolf | Leichtathletik | Frauen, Hochsprung               |
| Antoine Mazairac | Radsport       | Sprint                           |
| Gerard Bosch van Drakestein | Radsport       | 1000 Meter Zeitfahren            |
| Janus Braspennincx, Piet van der Horst, Johannes Maas & Jan Pijnenburg | Radsport       | 4000 Meter Mannschaftsverfolgung |
| Gerard de Kruijff | Reiten         | Vielseitigkeit, Einzel           |
| Marie Braun | Schwimmen      | Frauen, 400 Meter Freistil       |
| Marie Baron | Schwimmen      | 200 Meter Brust                  |
| Lambertus Doedes, Johannes van Hoolwerff, Hendrik Kersken, Cornelis van Staveren, Gerard de Vries Lentsch & Maarten de Wit                                                  | Segeln         | 8-Meter-Klasse                   |

### Bronze
| Name(n)                                          | Sportart     | Wettkampf           |
| ------------------------------------------------ | ------------ | ------------------- |
| Karel Miljon                                     | Boxen        | Halbschwergewicht   |
| August Scheffer                                  | Gewichtheben | Mittelgewicht       |
| Johannes Verheijen                               | Gewichtheben | Leichtschwergewicht |
| Gerard le Heux, Jan van Reede & Pierre Versteegh | Reiten       | Dressur, Mannschaft |

## Teilnehmer nach Sportarten

### Boxen
- Ben Bril
Fliegengewicht: 5. Platz

- Bep van Klaveren
Federgewicht: Gold

- David Baan
Leichtgewicht: 5. Platz

- Cornelis Blommers
Weltergewicht: 5. Platz

- Karel Miljon
Halbschwergewicht: Bronze

- Sam Olij
Schwergewicht: 5. Platz

### Fechten
- Nicolaas Nederpeld
Florett, Einzel: Halbfinale
Florett, Mannschaft: Viertelfinale

- Frans Mosman
Florett, Einzel: Vorrunde
Florett, Mannschaft: Viertelfinale

- Paul Kunze
Florett, Einzel: Vorrunde
Florett, Mannschaft: Viertelfinale

- Doris de Jong
Florett, Mannschaft: Viertelfinale

- Wouter Brouwer
Florett, Mannschaft: Viertelfinale

- Otto Schiff
Florett, Mannschaft: Viertelfinale

- Willem Driebergen
Degen, Einzel: Halbfinale
Degen, Mannschaft: 5. Platz

- Pieter Mijer
Degen, Einzel: Vorrunde

- Arie de Jong
Degen, Einzel: Vorrunde
Degen, Mannschaft: 5. Platz
Säbel, Einzel: 9. Platz
Säbel, Mannschaft: 5. Platz

- Leonard Kuypers
Degen, Mannschaft: 5. Platz

- Henri Wijnoldy-Daniëls
Degen, Mannschaft: 5. Platz
Säbel, Einzel: Vorrunde
Säbel, Mannschaft: 5. Platz

- Alfred Labouchere
Degen, Mannschaft: 5. Platz

- Karel, Jonkheer van den Brandeler
Degen, Mannschaft: 5. Platz

- Jan van der Wiel
Säbel, Einzel: 11. Platz
Säbel, Mannschaft: 5. Platz

- Cornelis Ekkart
Säbel, Mannschaft: 5. Platz

- Hendrik Hagens
Säbel, Mannschaft: 5. Platz

- Maarten van Dulm
Säbel, Mannschaft: 5. Platz

- Johanna de Boer
Frauen, Florett, Einzel: 8. Platz

- Adriana Admiraal-Meijerink
Frauen, Florett, Einzel: Halbfinale

- Friederike Koderitsch
Frauen, Florett, Einzel: Vorrunde

### Fußball
- Herrenteam
9. Platz

- Kader
Dolf van Kol
Gejus van der Meulen
Bertus Freese
Puck van Heel
Harry Dénis
Jaap Weber
Jan Elfring
Leo Ghering
Pierre Massy
Piet van Boxtel
Wout Buitenweg

### Gewichtheben
- Hendrik de Wolf
Federgewicht: 17. Platz

- Cornelis Compter
Federgewicht: 20. Platz

- Cor Tabak
Leichtgewicht: 10. Platz

- Gerrit Roos
Leichtgewicht: 14. Platz

- August Scheffer
Mittelgewicht: Bronze

- Joop Zalm
Mittelgewicht: 9. Platz

- Jan Verheijen
Leichtschwergewicht: Bronze

- Willem Tholen
Leichtschwergewicht: 12. Platz

- Minus Verheijen
Schwergewicht: 12. Platz

- Hendrik Verheijen
Schwergewicht: Kein Ergebnis

### Hockey
- Herrenteam
Silber

- Kader
Adriaan Katte
Ab Tresling
Jan Ankerman
Rein de Waal
Jan Brand
Emile Duson
Gerrit Jannink
Paul van de Rovaart
Haas Visser ’t Hooft
Robert van der Veen
August Kop

### Leichtathletik
- Rinus van den Berge
100 Meter: Viertelfinale
200 Meter: Viertelfinale
400 Meter: Vorläufe
4 × 400 Meter: Vorläufe

- Wim Hennings
100 Meter: Vorläufe

- Jaap Boot
100 Meter: Vorläufe

- Dolf Benz
100 Meter: Vorläufe

- Harry Broos
200 Meter: Viertelfinale
400 Meter: Halbfinale
4 × 400 Meter: Vorläufe

- Andries Hoogerwerf
400 Meter: Viertelfinale
800 Meter: Vorläufe
4 × 400 Meter: Vorläufe

- Adje Paulen
400 Meter: Viertelfinale
800 Meter: Vorläufe
4 × 400 Meter: Vorläufe

- Guus Zeegers
800 Meter: Vorläufe
1500 Meter: Vorläufe

- Wilhelm Effern
1500 Meter: Vorläufe

- Jan Zeegers
1500 Meter: Vorläufe

- Frédéric du Hen
1500 Meter: Vorläufe

- Arie Klaase
5000 Meter: Vorläufe

- Nol Wolf
5000 Meter: Vorläufe

- Pieter Gerbrands
5000 Meter: Vorläufe

- Henri Landheer
Marathon: 30. Platz

- Joop Vermeulen
Marathon: 54. Platz

- Pleun van Leenen
Marathon: 55. Platz

- Willem van der Steen
Marathon: 57. Platz

- Bram Groeneweg
Marathon: DNF

- Teun Sprong
Marathon: DNF

- Lau Spel
110 Meter Hürden: Vorläufe

- Arie Kaan
110 Meter Hürden: Vorläufe

- Arie van Leeuwen
110 Meter Hürden: Vorläufe

- Jan Britstra
110 Meter Hürden: Vorläufe

- Henri Thesingh
Hochsprung: 19. Platz in der Qualifikation

- Joop Kamstra
Hochsprung: 28. Platz in der Qualifikation

- Frits Bührman
Hochsprung: 28. Platz in der Qualifikation

- Age van der Zee
Stabhochsprung: 14. Platz in der Qualifikation

- Hannes de Boer
Weitsprung: 6. Platz

- Toon van Welsenes
Weitsprung: 17. Platz in der Qualifikation

- Gijs Lamoree
Weitsprung: 20. Platz in der Qualifikation
Dreisprung: 13. Platz in der Qualifikation

- Willem Peters
Dreisprung: 7. Platz in der Qualifikation

- Jan Blankers
Dreisprung: 9. Platz in der Qualifikation

- Steef van Musscher
Dreisprung: 15. Platz in der Qualifikation

- Gerrit Eijsker
Diskuswurf: 24. Platz in der Qualifikation

- Gerrit Postma
Diskuswurf: 31. Platz in der Qualifikation

- Henk Kamerbeek
Hammerwurf: 10. Platz in der Qualifikation

- Jaap Knol
Speerwurf: 25. Platz in der Qualifikation

- Joop van der Leij
Speerwurf: 28. Platz in der Qualifikation

- Nettie Grooss
Frauen, 100 Meter: Vorläufe
Frauen, 4 × 100 Meter: 5. Platz

- Rie Briejer
Frauen, 100 Meter: Vorläufe
Frauen, 4 × 100 Meter: 5. Platz

- Lies Aengenendt
Frauen, 100 Meter: Vorläufe
Frauen, 4 × 100 Meter: 5. Platz

- Bets ter Horst
Frauen, 100 Meter: Vorläufe
Frauen, 4 × 100 Meter: 5. Platz

- Jo Mallon
Frauen, 800 Meter: Vorläufe

- Aat van Noort
Frauen, 800 Meter: Vorläufe

- Mien Duchateau
Frauen, 800 Meter: Vorläufe

- Lien Gisolf
Frauen, Hochsprung: Silber

- IJke Buisma
Frauen, Hochsprung: Finale

- Lena Michaëlis
Frauen, Diskuswurf: 11. Platz

- Bets Dekens
Frauen, Diskuswurf: 17. Platz

### Moderner Fünfkampf
- Christiaan Tonnet
Einzel: 7. Platz

- Willem van Rhijn
Einzel: 9. Platz

- Tjeerd Pasma
Einzel: 24. Platz

### Radsport
- Leen Buis
Straßenrennen, Einzel: 17. Platz
Straßenrennen, Mannschaft: 9. Platz

- Janus Braspennincx
Straßenrennen, Einzel: 27. Platz
Straßenrennen, Mannschaft: 9. Platz
4000 Meter Mannschaftsverfolgung: Silber

- Ben Duijker
Straßenrennen, Einzel: 36. Platz
Straßenrennen, Mannschaft: 9. Platz

- Antonius Kuys
Straßenrennen, Einzel: DNF

- Antoine Mazairac
Sprint: Silber

- Gerard Bosch van Drakestein
1000 Meter Zeitfahren: Silber 
4000 Meter Mannschaftsverfolgung: Silber

- Bernard Leene
Tandem: Gold

- Daan van Dijk
Tandem: Gold

- Johannes Maas
4000 Meter Mannschaftsverfolgung: Silber

- Jan Pijnenburg
4000 Meter Mannschaftsverfolgung: Silber

- Piet van der Horst
4000 Meter Mannschaftsverfolgung: Silber

### Reiten
- Jan van Reede
Dressur, Einzel: 8. Platz
Dressur, Mannschaft: Bronze

- Pierre Versteegh
Dressur, Einzel: 9. Platz
Dressur, Mannschaft: Bronze

- Gerard le Heux
Dressur, Einzel: 12. Platz
Dressur, Mannschaft: Bronze

- Gerard de Kruijff
Springreiten, Einzel: 27. Platz
Springreiten, Mannschaft: 10. Platz
Vielseitigkeit, Einzel: Silber 
Vielseitigkeit, Mannschaft: Gold

- Antonius Colenbrander
Springreiten, Einzel: 29. Platz
Springreiten, Mannschaft: 10. Platz

- Charles Labouchere
Springreiten, Einzel: 30. Platz
Springreiten, Mannschaft: 10. Platz

- Charles Pahud de Mortanges
Vielseitigkeit, Einzel: Gold 
Vielseitigkeit, Mannschaft: Gold

- Adolf van der Voort van Zijp
Vielseitigkeit, Einzel: 4. Platz
Vielseitigkeit, Mannschaft: Gold

### Ringen
- Johannes van Maaren
Bantamgewicht, griechisch-römisch: 9. Platz

- Johannes Nolten junior
Federgewicht, griechisch-römisch: 14. Platz

- Walter Massop
Leichtgewicht, griechisch-römisch: 6. Platz

- Simon Balkema
Mittelgewicht, griechisch-römisch: 13. Platz

- Johan Heijm
Halbschwergewicht, griechisch-römisch: 8. Platz

- Jacob Simonis
Schwergewicht, griechisch-römisch: 9. Platz

### Rudern
- Bert Gunther
Einer: 4. Platz

- Han Cox
Doppelzweier: Viertelfinale

- Constant Pieterse
Doppelzweier: Viertelfinale

- Carel van Wankum
Zweier ohne Steuermann: Viertelfinale

- Hein van Suylekom
Zweier ohne Steuermann: Viertelfinale

- Tjapko van Bergen
Zweier mit Steuermann: DNF in der 1. Runde

- Cornelis Dusseldorp
Zweier mit Steuermann: DNF in der 1. Runde

- Hendrik Smits
Zweier mit Steuermann: DNF in der 1. Runde

- Simon Bon
Vierer ohne Steuermann: 2. Runde

- Egbertus Waller
Vierer ohne Steuermann: 2. Runde

- Ansco Dokkum
Vierer ohne Steuermann: 2. Runde

- Paul Maasland
Vierer ohne Steuermann: 2. Runde

- Daan Ferman
Achter: 3. Runde

- Teun Beijnen
Achter: 3. Runde

- Jan Huges
Achter: 3. Runde

- Tjalling James
Achter: 3. Runde

- Albert Ooiman
Achter: 3. Runde

- Jaap Stenger
Achter: 3. Runde

- Hans Kruyt
Achter: 3. Runde

- Guus van Ditzhuyzen
Achter: 3. Runde

- Koos Schouwenaar
Achter: 3. Runde

### Schwimmen
- Henk van Essen
100 Meter Freistil: Vorläufe
4 × 200 Meter Freistil: Vorläufe

- Dick de Man
1500 Meter Freistil: Vorläufe

- Gerrit van Voorst
4 × 200 Meter Freistil: Vorläufe

- Piet Bannenberg
4 × 200 Meter Freistil: Vorläufe

- Johannes Brink
4 × 200 Meter Freistil: Vorläufe

- Leen Korpershoek
200 Meter Brust: Vorläufe

- Rie Vierdag
Frauen, 100 Meter Freistil: Halbfinale
Frauen, 4 × 100 Meter Freistil: Im Finale disqualifiziert

- Marie Braun
Frauen, 400 Meter Freistil: Silber 
Frauen, 4 × 100 Meter Freistil: Im Finale disqualifiziert
Frauen, 100 Meter Rücken: Gold

- Truus Baumeister
Frauen, 400 Meter Freistil: Vorläufe
Frauen, 4 × 100 Meter Freistil: Im Finale disqualifiziert

- Eva Smits
Frauen, 4 × 100 Meter Freistil: Im Finale disqualifiziert

- Jeanne Grendel
Frauen, 100 Meter Rücken: Vorläufe

- Marie Baron
Frauen, 200 Meter Brust: Silber

- Greet van Norden
Frauen, 200 Meter Brust: Halbfinale

- Cor van Gelder
Frauen, 200 Meter Brust: Vorläufe

### Segeln
- Willem de Vries Lentsch
12-Fuß-Jolle: 4. Platz

- Carl Huisken
6-Meter-Klasse: 4. Platz

- Hans Fokker
6-Meter-Klasse: 4. Platz

- Hans Pluijgers
6-Meter-Klasse: 4. Platz

- Roeffie Vermeulen
6-Meter-Klasse: 4. Platz

- Wim Schouten
6-Meter-Klasse: 4. Platz

- Cornelis van Staveren
8-Meter-Klasse: Silber

- Gerard de Vries Lentsch
8-Meter-Klasse: Silber

- Hendrik Kersken
8-Meter-Klasse: Silber

- Johannes van Hoolwerff
8-Meter-Klasse: Silber

- Lambertus Doedes
8-Meter-Klasse: Silber

- Maarten de Wit
8-Meter-Klasse: Silber

### Turnen
- Elias Melkman
Einzelmehrkampf: 56. Platz
Mannschaftsmehrkampf: 8. Platz
Barren: 64. Platz
Pferdsprung: 55. Platz
Reck: 39. Platz
Ringe: 41. Platz
Seitpferd: 65. Platz

- Pieter van Dam
Einzelmehrkampf: 59. Platz
Mannschaftsmehrkampf: 8. Platz
Barren: 51. Platz
Pferdsprung: 34. Platz
Reck: 69. Platz
Ringe: 77. Platz
Seitpferd: 59. Platz

- Mozes Jacobs
Einzelmehrkampf: 60. Platz
Mannschaftsmehrkampf: 8. Platz
Barren: 55. Platz
Pferdsprung: 49. Platz
Reck: 85. Platz
Ringe: 55. Platz
Seitpferd: 21. Platz

- Israel Wijnschenk
Einzelmehrkampf: 64. Platz
Mannschaftsmehrkampf: 8. Platz
Barren: 71. Platz
Pferdsprung: 74. Platz
Reck: 65. Platz
Ringe: 72. Platz
Seitpferd: 54. Platz

- Willibrordus Pouw
Einzelmehrkampf: 65. Platz
Mannschaftsmehrkampf: 8. Platz
Barren: 61. Platz
Pferdsprung: 67. Platz
Reck: 68. Platz
Ringe: 70. Platz
Seitpferd: 70. Platz

- Klaas Boot
Einzelmehrkampf: 71. Platz
Mannschaftsmehrkampf: 8. Platz
Barren: 66. Platz
Pferdsprung: 69. Platz
Reck: 71. Platz
Ringe: 81. Platz
Seitpferd: 77. Platz

- Jacobus van der Vinden
Einzelmehrkampf: 71. Platz
Mannschaftsmehrkampf: 8. Platz
Barren: 78. Platz
Pferdsprung: 78. Platz
Reck: 43. Platz
Ringe: 79. Platz
Seitpferd: 78. Platz

- Hugo Licher
Einzelmehrkampf: 85. Platz
Mannschaftsmehrkampf: 8. Platz
Barren: 84. Platz
Pferdsprung: 55. Platz
Reck: 86. Platz
Ringe: 86. Platz
Seitpferd: 61. Platz

### Wasserball
- Herrenteam
5. Platz

- Kader
Appie van Olst
Jean-Baptiste van Silfhout
Han van Senus
Sjaak Köhler
Cees Leenheer
Jan Scholte
Koos Köhler

### Wasserspringen
- Louis Gompers
Kunstspringen: Vorläufe

- Henk Lotgering
Kunstspringen: Vorläufe
Turmspringen: Vorläufe

- Emanuel Davidson
Turmspringen: Vorläufe

- Truus Klapwijk
Frauen, Kunstspringen: 7. Platz
Frauen, Turmspringen: Vorläufe

- Alie van Leeuwen
Frauen, Kunstspringen: 8. Platz
Frauen, Turmspringen: Vorläufe

- Bep Hesterman
Frauen, Kunstspringen: 10. Platz

- Marie Baron
Frauen, Turmspringen: 4. Platz